# Martin Vinnicombe
James Martin Vinnicombe (Melbourne, 5 de diciembre de 1964) es un deportista australiano que compitió en ciclismo en la modalidad de pista, especialista en la prueba del kilómetro contrarreloj. Estuvo casado con la también ciclista Lucy Tyler.
Participó en los Juegos Olímpicos de Seúl 1988, obteniendo una medalla de plata en la prueba del kilómetro contrarreloj. Ganó cinco medallas en el Campeonato Mundial de Ciclismo en Pista entre los años 1985 y 1990.

## Medallero internacional
| Juegos Olímpicos   | Juegos Olímpicos                  | Juegos Olímpicos  | Juegos Olímpicos      |
| Año                | Lugar                             | Medalla           | Competición           |
| ------------------ | --------------------------------- | ----------------- | --------------------- |
| 1988               | Seúl (Corea del Sur)              | Medalla de plata  | 1 km contrarreloj     |
| Campeonato Mundial |                                   |                   |                       |
| Año                | Lugar                             | Medalla           | Competición           |
| 1985               | Bassano (Italia)                  | Medalla de bronce | 1 km contrarreloj (A) |
| 1986               | Colorado Springs (Estados Unidos) | Medalla de plata  | 1 km contrarreloj (A) |
| 1987               | Viena (Austria)                   | Medalla de oro    | 1 km contrarreloj (A) |
| 1989               | Lyon (Francia)                    | Medalla de plata  | 1 km contrarreloj (A) |
| 1990               | Maebashi (Japón)                  | Medalla de plata  | 1 km contrarreloj (A) |